# Hamza ibn Ali ibn Ahmad
Hamza ibn Ali ibn Ahmad fou el fundador de la religió drusa. Era un fuster persa natiu de Zuzan.
El califa fatimita Al-Hàkim bi-amr-Al·lah d'Egipte (996–1021) tenia un comportament excèntric i va córrer el rumor que era l'imam esperat. Aquesta idea fou defensada per Hasan al-Akhram i el 1017 el califa hi va donar suport. Hasan al-Akhram va ser assassinat el gener del 1018 i encara que el califa va fer matar el seu assassí, ja no va donar més suport al moviment fins al maig de 1019.
Fou llavors quan Hamza, que inicialment era un element secundari del moviment, en va agafar la direcció amb el títol d'hadi l-mistadjibin. El 19 de juny de 1019 va exigir al gran cadi de la Mesquita Vella la seva conversió i es van produir incidents, que foren reprimits. Hakim va retirar el suport al moviment; les tropes turques es van girar contra el turc al-Darazi, que disputava la direcció del moviment a Hamza, i el van assetjar a casa seva; Al-Darazi es va poder refugiar al palau del califa i els turc li van exigir que fos entregat, però el califa se'ls va treure del damunt anunciant que havia estat executat. Llavors els turcs es van dirigir contra Hamza que fou assetjat a la mesquita de Raydan però va poder fugir i amagar-se i l'agost el califa li va tornar a donar suport.
El seu moviment es va difondre notablement, especialment a Síria. A la desaparició del califa el 1021 els seguidors d'Hamza foren perseguits i Hamza es va amagar altre cop. Sembla que va ser mort poc després. El seu successor al capdavant del moviment fou Baha al-Din al-Muktana, que inicialment (fins al 1038) va mantenir que estava en contacte amb Hamza i que aquest retornaria.